# 8e Golden Globe Awards
De 8e Golden Globe Awards, waarbij prijzen werden uitgereikt in verschillende categorieën voor de beste Amerikaanse films van 1950, vonden plaats op 28 februari 1951 in Ciro's in Los Angeles, Californië.

## Winnaars en genomineerden

#### Beste film
- Sunset Boulevard
  - All About Eve
  - Born Yesterday
  - Cyrano de Bergerac
  - Harvey

#### Beste regisseur
- Billy Wilder – Sunset Boulevard
  - George Cukor – Born Yesterday
  - John Huston – The Asphalt Jungle
  - Joseph L. Mankiewicz – All About Eve

#### Beste acteur in een dramafilm
- José Ferrer – Cyrano de Bergerac
  - Louis Calhern - The Magnificent Yankee
  - James Stewart - Harvey

#### Beste actrice in een dramafilm
- Gloria Swanson – Sunset Boulevard
  - Bette Davis - All About Eve
  - Judy Holliday - Born Yesterday

#### Beste acteur in een komische of muzikale film
- Fred Astaire – Three Little Words
  - Dan Dailey – When Willie Comes Marching Home
  - Harold Lloyd – Mad Wednesday

#### Beste actrice in een komische of muzikale film
- Judy Holliday – Born Yesterday
  - Spring Byington – Louisa
  - Betty Hutton – Annie Get Your Gun

#### Beste mannelijke bijrol
- Edmund Gwenn – Mister 880
  - George Sanders – All About Eve
  - Erich von Stroheim – Sunset Boulevard

#### Beste vrouwelijke bijrol
- Josephine Hull – Harvey
  - Judy Holliday – Adam's Rib
  - Thelma Ritter – All About Eve

#### Beste nieuwkomer
- Gene Nelson - Tea for Two
  - Mala Powers – Cyrano de Bergerac
  - Debbie Reynolds - Three Little Words

#### Beste scenario
- All About Eve – Joseph L. Mankiewicz
  - The Asphalt Jungle - John Huston
  - Sunset Boulevard - Charles Brackett

#### Beste score
- Sunset Boulevard – Franz Waxman
  - Destination Moon - Leith Stevens
  - A Life of Her Own - Bronislau Kaper

#### Beste cinematografie - zwart-wit
- Cyrano de Bergerac – Franz F. Planer
  - The Asphalt Jungle - Harold Rosson
  - Sunset Boulevard - John F. Seitz

#### Beste cinematografie - kleur
- King Solomon's Mines – Robert L. Surtees
  - Broken Arrow - Ernest Palmer
  - Samson and Delilah - George Barnes

#### Bevorderen van internationaal begrip
- Delmer Daves - Broken Arrow
  - George Seton - The Big Lift
  - William A. Wellman - The Next Voice You Hear...

#### Henrietta Award
- Gregory Peck en Jane Wyman